# Urbancsok Zsolt
Urbancsok Zsolt (Makó, 1970. július 23. —) tanár, történész, főlevéltáros.

## Életpályája
Szülei Urbancsok József (1939-2011) és Kőrösi Ilona. 1988-ban érettségizett a makói Juhász Gyula Szakközépiskolában. Felsőfokú tanulmányait az Eötvös József Tanítóképző Főiskolán (1990-1993), a Juhász Gyula Tanárképző Főiskolán (1994-1996) és a Szegedi Tudományegyetemen (2004-2006) végezte. Pályáját tanárként kezdte. Királyhegyesen, majd Apátfalván tanított, közben kutatott és publikált. 2007-ben elvégezte a Yad Vashem Nemeztközi Holokauszt Tanulmányok Iskolájának kurzusát, majd 2010-2011-ben a holokauszt oktatási szakértő képzést (HDKE). 2009-től a Magyar Nemzeti Levéltár Csongrád-Csanád Vármegyei Levéltár főlevéltárosa, 2011-től a makói fióklevéltár osztályvezetője. Alapítója a Kecskeméti Ármin Egyesületnek és a Szirbik Miklós Egyesületnek, tagja a Lindberg-Holzer Alapítványnak. Elvált, egy fiúgyermek, Marcell (1999) apja.

## Tudományos munka
Az 1990-es évek közepén kapcsolódott be Tóth Ferenc mentorálásával a helytörténeti kutatómunkába; szerzője a Makó Monográfia 5. és 6. kötetének, amelybe közigazgatás- és gazdaságtörténeti, valamint rendészettörténeti tanulmányokat írt. Feltárta és megírta a vészkorszak makói történetét. Kutatási területe a 18-20. század politika- és társadalomtörténete, különös tekintettel a helyi zsidóság történetére.

## Civil tevékenység
1994-től részt vett a Szirbik Miklós Társaság és a Csongrád Megyei Honismereti Egyesület munkájában, utóbbinak 2016-2018 között elnökségi tagja volt. Alapítója és vezetője a makói zsidóság örökségének megőrzésével foglalkozó dr. Kecskeméti Ármin Egyesületnek (2010-2018, 2018-tól Kecskeméti Ármin Baráti Társaság), valamint alapítója és alelnöke a Szirbik Miklós Egyesületnek.
Kezdeményezésére 2004-től minden évben megemlékeznek a vészkorszakban elhurcolt makói zsidó polgárokról „Hozz egy követ, gyújts egy mécsest!” mottóval. 2005-ben közreműködésével a Világ Igazává fogadták a Paskesz családot megmentő Csala Sándorné Gyűrösi Rozáliát és édesanyját. 2007-es pályázata eredményeként hét botlatókövet (Stopersteine) helyeztek el a városközpontban és az egykori zsidó városrészben, valamint emléktáblát a József Attila Gimnázium elhurcolt diákjai és tanárai emlékére. A Kecskeméti Ármin Egyesület 2014-ben, a holokauszt 70. évfordulójára elkészíttette a Makói Zsidó Emlékjelet, amely a város zsidó közösségei és lerombolt zsinagógája mellett a vészkorszak 1200 áldozatának is emléket állít. 2014-2016 között tagja volt a Makó Város Fejlődéséért Közalapítványnak és Makó Város Értéktárának, valamint egyik kezdeményezője a Návay Lajos-szobor újraállításának, tagja a Návay-emlékbizottságnak.

## Díjak
- Simon Wiesenthal-díj (2014)[10]
- Apátfalva oktatásügyéért (2018)
- Lőw Lipót-díj (2018)
- Várhegyi György Magyar Zsidó Oktatásért Díj (MAZSIKE, 2021)[11]

## Fontosabb művei
- Mint fatörzsből gyönge ága. Apátfalva története diákoknak (Bíbic Könyvek, 1996)
- Felekezeti iskolák államosítása Makón. In. Marosvidék II. évf. 1. (2001)
- A város mezőgazdasága. Földbirtokviszonyok (Makó Monográfiája 5., 2002)[12]
- A makói zsidóság a vészkorszakban (Makó Monográfiája 6., 2004)[13]
- Közigazgatás, közrend, közbiztonság (Makó Monográfiája 6., 2004)[14]
- Makói holokauszt emlékkönyv (Szeged, 2004)
- Emlékező macskakövek Magyarországon 2007 – Stolpersteine in Ungarn 2007. (szerkesztő, Budapest-Berlin, 2007)

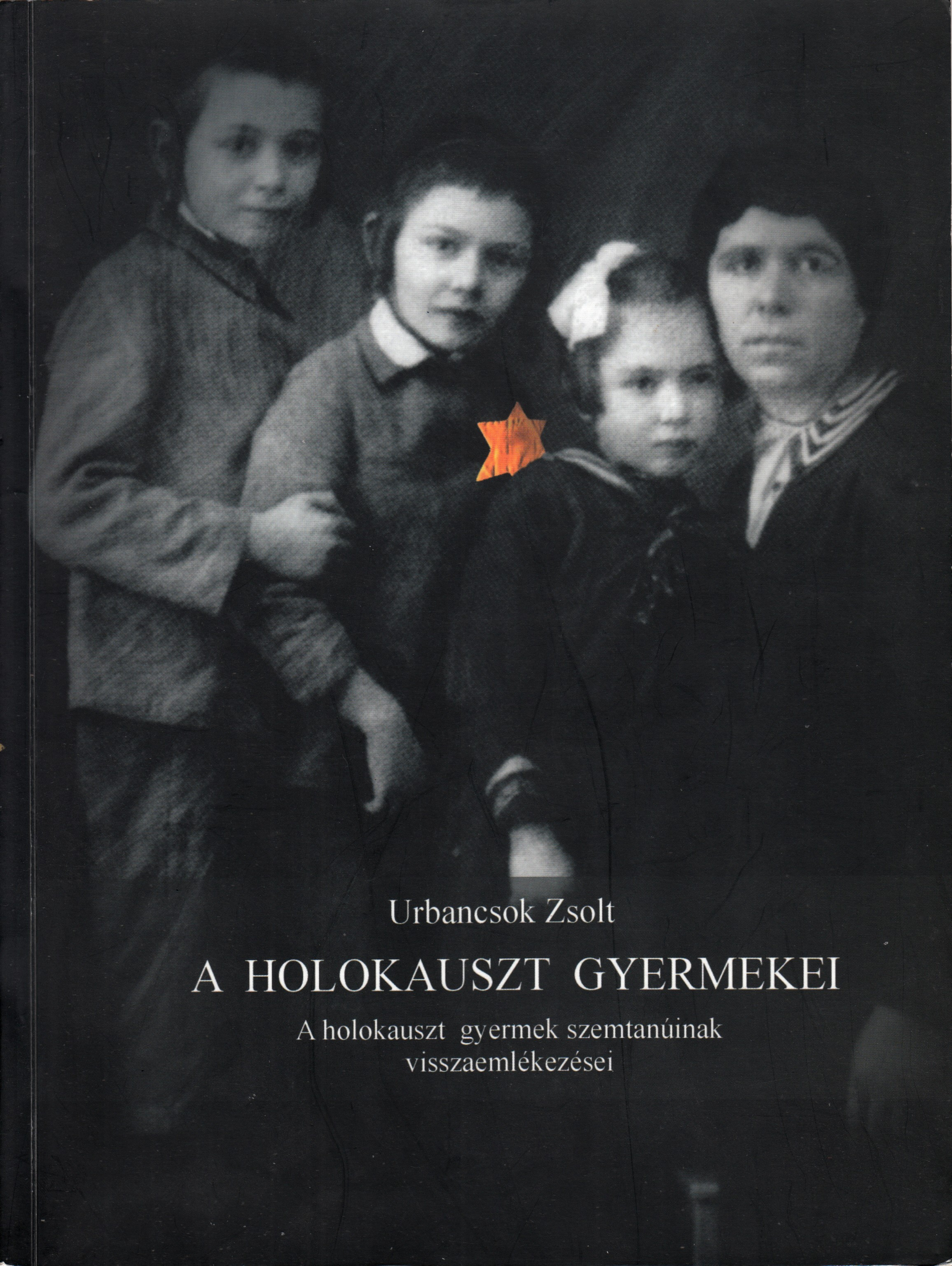
A holokauszt gyermekei című kiadvány (2010)

- A holokauszt gyermekei című kiadvány (2010)A holokauszt gyermekei. A holokauszt gyermek szemtanúinak visszaemlékezései (Makó, 2009)
- Végjáték. A makói Hollósy Kornélia Színház lebontásának története. In. Marosvidék 12. évf. 1. (2012)
- Kultúrpalotát Makónak! A színház és a leventeotthon ügye. In. Marosvidék 13. évf. 3. (2012)
- Utak és utazások a 18-19. század fordulóján Makón. In. Marosvidék 14. évf. 3. (2013)
- A makói zsidó társadalomban végbement változások hatása a temetkezési szokásokra és a jángori zsidó temetőre. In. Makó neológ zsidó temető emlékei (Makói Múzeum Füzetei 115, Makó 2014)
- A Pulitzer család stratégiái a 18-19. században. In. Hagyományláncolat és modernitás (SZTE Néprajzi- és Kulturális Antropológiai Tanszék, Szeged, 2014)[15]
- Az emlékezés kultúrája In. Marosvidék 15. évf. 1. (2015)
- Volt egyszer egy zsinagóga In. Marosvidék 15. évf. 1. sz. (2015)
- Kitelepítések 1950-ben a déli határsávból a makói járás területéről. In. Marosvidék (XVI. évf. 3. szám, 2015)
- Együttélés és egymás mellett élés. Zsidók és magyarok a 18. században Makón. In. Emlékeztető 3-4. sz. (2016)[16]
- Az iparoktatás története Makón. In. A csendőrlaktanyától az iskoláig. Szerk.: Horváth Zoltán (Makó, 2017)
- A viselet, mint a társadalmi presztízs kifejezője. A zsidó nők öltözködése a reformkorban Makón, hozományleveleik alapján In. Emlékeztető 2018 3-4.sz.[17]
- Makói zsidó polgársors. Szemere (Schwarz) Manó élete és tevényesége In. A Makói József Attila Múzeum Évkönyve II (2018)
- Mentés másként. Karsai Ildikó épületgrafikái (szerkesztőként, Makó, 2019)
- Hősökből áldozatok. Makói zsidó katonák a nagy háborúban és a vészkorszakban. In. Holokauszt, csend, beszéd, emlékezet, üzenet (Universitas Szeged, 2019)[18]
- Kik voltak Makó első díszpolgárai? In. Marosvidék 24. évf. 1. (2023)
- Robotmegtagadás és úrbéri büntetőbíráskodás a Csanádi Püspökség Makói Uradalmában (1838-1847) In. A Makói József Attila Múzeum Évkönyve V. (2023)
- Fürdőkultúra Makón. Fürdő, strand, társadalom (szerkesztőként és szerzőként, SzME 2024)
- Közigazgatás, rendvédelem, "zsidókérdés" Makón 1944-ben. In. Az antiszemitizmustól az emlékezésig. Tanulmányok a magyarországi holokauszt 80. évfordulójára (Erőszakkutató Intézet, 2024)
- Néhány gondolat az emlékezésről a holokauszt 80. évfordulóján In. Marosvidék 25. évf. 3. (2024)
- A zsidóság megtelepedése Csanád vármegyében In. Belvedere Meridionale 36. évf. 3. (2025)[19]

## Projektmunkák, rendezvények
- Makói Zsidó Honlap (makoizsidosag.iwk.hu)[20]
- Hét Stolperstein („emlékező-macskakő”/botlatókö) elhelyezésének megszervezése Makón
- „A holokauszt gyermekei” című oktatási projekt kidolgozása
- Makói Zsidó Emlékjel megvalósítása a makói neológ zsinagóga és a vészkorszakban elpusztított több, mint 1200 zsidó áldozat emlékére
- Erdélyi magyar fondjegyzék – a Csongrád, Csanád és Torontál megyei fondjegyzék összeállítása
- A Magyar Nemzeti Levéltár „Átélhető történelem” című digitális oktatási projektjeinek kidolgozásában részvétel[21]
- Digitalizálási előkészítő munka – együttműködés az ARCANUM Digitális Tudástárral és a Hungaricanaval
- Makói Zsidó Kulturális Napok szervezése Makó Város Önkormányzatával és a MAZSIKE-vel közösen[22]
- Szegedi Zsidó Közösség Archívumának kialakítása[23]
- Információs- és kutatópont kialakítása a makói ortodox zsinagógában[24]
- A szegedi gyűjtőtáborból deportáltak adatbázisának összeállítása. ’Reconstructing the Fate of Hungarian and Bačka-Serbian Victims of the Holocaust’ (a Clames Conference project)
- Csanád megyei zsidóság – Iratfeltárás és digitalizálás a Tudásmenedzsmentért, Tudás alapú Technológiáért Alapítvány részére
- Oktatófilm a vészkorszakról (pilot projekt MNL Szakmai Koordinációs Főosztállyal közösen)
- Megemlékezés-sorozat Makón, a vészkorszak 80. évfordulóján (a Makói Zsidó Közösséggel és Makó Város Önkormányzatával közösen) 2024. május 20. – 2024. július 16. között